# تي كيه أم أس
تي كيه أم أس هي مجموعة وشركة قابضة لمزودي السفن البحرية والسفن السطحية والغواصات. وقد تم تأسيسها عندما استحوذت شركة تيسين كروب الصناعية الكبرى على شركة أتش دي دبليو في 5 يناير 2005. اعتبارا من 30 أغسطس 2006 ، بلغ حجم مبيعات المجموعة حوالي 2.2 مليار يورو ولديها قوة عاملة من تضم حوالي 8400 شخص. افتتحت الشركة مكتبًا فرعيًا في كراتشي في باكستان في 25 يوليو 2007. وبحلول يناير 2009، أصبحت واحدة من أكبر شركات بناء السفن الخاصة في باكستان.